# Selección de fútbol sala de Rusia
La selección de fútbol sala de Rusia es el equipo formado por jugadores de nacionalidad rusa, que representa a Rusia a través de la Federación Rusa de Fútbol que la dirige, en las competiciones oficiales organizadas por la Unión Europea de Asociaciones de Fútbol UEFA y la Federación Internacional de Asociaciones de Fútbol FIFA.
Rusia es Subcampeona mundial y campeona europea, y es considerada una de las selecciones potencia de la historia del fútbol sala. A nivel de competiciones FIFA, el combinado ruso ha participado en  seis ediciones disputadas de la Copa Mundial de Fútbol Sala, Su mejor resultado  ha sido el Subcampeonato mundial en 2016 , y tres veces semifinalista en 1996, 2000 y 2008.
A nivel continental de competiciones UEFA, ha participado en las once ediciones disputadas de la Eurocopa de Fútbol Sala, de las que fue organizadora en la edición del 2001. Ha sido campeona continental una vez, en 1999, siendo subcampeona en 1996 , 2005, 2012, 2014 y  2016. Este laureado palmarés, hace de Rusia la tercera potencia del fútbol sala europeo, detrás de España e Italia, actualmente ocupa la tercera posición en el Ranking Mundial FIFA desde el 29 de noviembre de 2016.

## Estadísticas

### Copa Mundial de Futsal FIFA
| Copa Mundial de fútbol sala de la FIFA | Copa Mundial de fútbol sala de la FIFA              | Copa Mundial de fútbol sala de la FIFA              | Copa Mundial de fútbol sala de la FIFA              | Copa Mundial de fútbol sala de la FIFA              | Copa Mundial de fútbol sala de la FIFA              | Copa Mundial de fútbol sala de la FIFA              | Copa Mundial de fútbol sala de la FIFA              |
| Año                                    | Ronda                                               | J                                                   | G                                                   | E                                                   | P                                                   | GF                                                  | GC                                                  |
| -------------------------------------- | --------------------------------------------------- | --------------------------------------------------- | --------------------------------------------------- | --------------------------------------------------- | --------------------------------------------------- | --------------------------------------------------- | --------------------------------------------------- |
| 1989                                   | No participó                                        | No participó                                        | No participó                                        | No participó                                        | No participó                                        | No participó                                        | No participó                                        |
| 1992                                   | Primera ronda                                       | 3                                                   | 1                                                   | 1                                                   | 1                                                   | 20                                                  | 16                                                  |
| 1996                                   | Tercer lugar                                        | 8                                                   | 4                                                   | 2                                                   | 2                                                   | 29                                                  | 17                                                  |
| 2000                                   | Cuarto lugar                                        | 8                                                   | 4                                                   | 0                                                   | 4                                                   | 37                                                  | 24                                                  |
| 2004                                   | No clasificó                                        | No clasificó                                        | No clasificó                                        | No clasificó                                        | No clasificó                                        | No clasificó                                        | No clasificó                                        |
| 2008                                   | Cuarto lugar                                        | 9                                                   | 4                                                   | 1                                                   | 4                                                   | 62                                                  | 31                                                  |
| 2012                                   | Cuartos de final                                    | 5                                                   | 4                                                   | 0                                                   | 1                                                   | 32                                                  | 3                                                   |
| 2016                                   | Subcampeón                                          | 7                                                   | 6                                                   | 0                                                   | 1                                                   | 40                                                  | 16                                                  |
| 2021                                   | Cuartos de final                                    | 5                                                   | 4                                                   | 1                                                   | 0                                                   | 21                                                  | 6                                                   |
| 2024                                   | Descalificación por el conflicto bélico con Ucrania | Descalificación por el conflicto bélico con Ucrania | Descalificación por el conflicto bélico con Ucrania | Descalificación por el conflicto bélico con Ucrania | Descalificación por el conflicto bélico con Ucrania | Descalificación por el conflicto bélico con Ucrania | Descalificación por el conflicto bélico con Ucrania |
| Total                                  | 7/10                                                | 40                                                  | 23                                                  | 4                                                   | 13                                                  | 241                                                 | 114                                                 |

### Eurocopa de Fútbol Sala
| Eurocopa de Fútbol Sala | Eurocopa de Fútbol Sala                             | Eurocopa de Fútbol Sala                             | Eurocopa de Fútbol Sala                             | Eurocopa de Fútbol Sala                             | Eurocopa de Fútbol Sala                             | Eurocopa de Fútbol Sala                             | Eurocopa de Fútbol Sala                             |
| Año                     | Ronda                                               | J                                                   | G                                                   | E                                                   | P                                                   | GF                                                  | GC                                                  |
| ----------------------- | --------------------------------------------------- | --------------------------------------------------- | --------------------------------------------------- | --------------------------------------------------- | --------------------------------------------------- | --------------------------------------------------- | --------------------------------------------------- |
| 1996                    | Subcampeón                                          | 4                                                   | 3                                                   | 0                                                   | 1                                                   | 17                                                  | 10                                                  |
| 1999                    | Campeón                                             | 5                                                   | 4                                                   | 1                                                   | 0                                                   | 23                                                  | 14                                                  |
| 2001                    | Tercer lugar                                        | 5                                                   | 3                                                   | 0                                                   | 2                                                   | 14                                                  | 9                                                   |
| 2003                    | Fase de grupos                                      | 3                                                   | 1                                                   | 0                                                   | 2                                                   | 5                                                   | 6                                                   |
| 2005                    | Subcampeón                                          | 5                                                   | 3                                                   | 0                                                   | 2                                                   | 15                                                  | 10                                                  |
| 2007                    | Tercer lugar                                        | 5                                                   | 3                                                   | 0                                                   | 2                                                   | 13                                                  | 12                                                  |
| 2010                    | Cuartos de final                                    | 3                                                   | 1                                                   | 1                                                   | 1                                                   | 8                                                   | 5                                                   |
| 2012                    | Subcampeón                                          | 5                                                   | 3                                                   | 1                                                   | 1                                                   | 14                                                  | 8                                                   |
| 2014                    | Subcampeón                                          | 5                                                   | 3                                                   | 1                                                   | 1                                                   | 22                                                  | 11                                                  |
| 2016                    | Subcampeón                                          | 5                                                   | 3                                                   | 1                                                   | 1                                                   | 16                                                  | 15                                                  |
| 2018                    | Tercer lugar                                        | 5                                                   | 2                                                   | 2                                                   | 1                                                   | 7                                                   | 5                                                   |
| 2022                    | Subcampeón                                          | 6                                                   | 5                                                   | 0                                                   | 1                                                   | 24                                                  | 9                                                   |
| 2026                    | Descalificación por el conflicto bélico con Ucrania | Descalificación por el conflicto bélico con Ucrania | Descalificación por el conflicto bélico con Ucrania | Descalificación por el conflicto bélico con Ucrania | Descalificación por el conflicto bélico con Ucrania | Descalificación por el conflicto bélico con Ucrania | Descalificación por el conflicto bélico con Ucrania |
| Total                   | 12/13                                               | 56                                                  | 34                                                  | 7                                                   | 15                                                  | 178                                                 | 114                                                 |

## Récord ante otras selecciones
| Team                 | J   | G   | E* | P  | GF   | GC  | GD   |
| -------------------- | --- | --- | -- | -- | ---- | --- | ---- |
| Argentina            | 8   | 2   | 4  | 2  | 23   | 22  | +1   |
| Australia            | 1   | 1   | 0  | 0  | 10   | 1   | +9   |
| Azerbaiyán           | 6   | 4   | 1  | 1  | 23   | 13  | +10  |
| Bielorrusia          | 13  | 10  | 2  | 1  | 57   | 16  | +41  |
| Bélgica              | 12  | 9   | 3  | 0  | 51   | 25  | +26  |
| Bosnia y Herzegovina | 2   | 1   | 0  | 1  | 4    | 4   | 0    |
| Brasil               | 17  | 1   | 1  | 15 | 31   | 81  | −50  |
| China                | 4   | 3   | 1  | 0  | 26   | 6   | +20  |
| Colombia             | 1   | 1   | 0  | 0  | 2    | 0   | +2   |
| Costa Rica           | 2   | 2   | 0  | 0  | 11   | 3   | +8   |
| Croacia              | 9   | 6   | 3  | 0  | 27   | 14  | +13  |
| Cuba                 | 2   | 2   | 0  | 0  | 17   | 6   | +11  |
| República Checa      | 13  | 9   | 1  | 3  | 40   | 28  | +12  |
| Egipto               | 3   | 1   | 1  | 1  | 12   | 9   | +3   |
| Finlandia            | 3   | 3   | 0  | 0  | 12   | 1   | +11  |
| Francia              | 3   | 3   | 0  | 0  | 13   | 1   | +12  |
| Georgia              | 2   | 2   | 0  | 0  | 17   | 5   | +12  |
| Grecia               | 4   | 4   | 0  | 0  | 47   | 3   | +44  |
| Guatemala            | 4   | 3   | 1  | 0  | 23   | 3   | +20  |
| Hungría              | 9   | 9   | 0  | 0  | 54   | 19  | +35  |
| Irán                 | 31  | 13  | 10 | 8  | 88   | 82  | +6   |
| Israel               | 1   | 1   | 0  | 0  | 6    | 1   | +5   |
| Italia               | 17  | 5   | 4  | 8  | 35   | 37  | −2   |
| Japón                | 4   | 3   | 0  | 1  | 23   | 12  | +11  |
| Kazajistán           | 6   | 4   | 2  | 0  | 16   | 6   | +10  |
| Letonia              | 6   | 6   | 0  | 0  | 27   | 0   | +27  |
| Libia                | 1   | 1   | 0  | 0  | 2    | 0   | +2   |
| Lituania             | 1   | 1   | 0  | 0  | 4    | 1   | +3   |
| Macedonia del Norte  | 2   | 2   | 0  | 0  | 16   | 4   | +12  |
| Moldavia             | 1   | 1   | 0  | 0  | 31   | 0   | +31  |
| Montenegro           | 1   | 1   | 0  | 0  | 7    | 1   | +6   |
| Países Bajos         | 18  | 15  | 1  | 2  | 63   | 29  | +34  |
| Nueva Zelanda        | 1   | 1   | 0  | 0  | 7    | 3   | +4   |
| Paraguay             | 3   | 3   | 0  | 0  | 15   | 6   | +9   |
| Polonia              | 11  | 9   | 1  | 1  | 52   | 16  | +36  |
| Portugal             | 13  | 4   | 4  | 5  | 35   | 37  | −2   |
| Catar                | 1   | 1   | 0  | 0  | 9    | 2   | +7   |
| Rumania              | 2   | 2   | 0  | 0  | 8    | 1   | +7   |
| Serbia               | 12  | 10  | 1  | 1  | 35   | 20  | +15  |
| Eslovaquia           | 5   | 4   | 0  | 1  | 21   | 9   | +12  |
| Eslovenia            | 10  | 9   | 1  | 0  | 37   | 12  | +25  |
| Islas Salomón        | 2   | 2   | 0  | 0  | 47   | 2   | +45  |
| España               | 22  | 2   | 4  | 16 | 48   | 80  | −32  |
| Tailandia            | 3   | 3   | 0  | 0  | 14   | 7   | +7   |
| Turquía              | 3   | 3   | 0  | 0  | 16   | 1   | +15  |
| Ucrania              | 13  | 11  | 0  | 2  | 49   | 25  | +24  |
| Estados Unidos       | 1   | 0   | 0  | 1  | 3    | 8   | −5   |
| Uruguay              | 1   | 0   | 0  | 1  | 0    | 2   | −2   |
| Uzbekistán           | 1   | 1   | 0  | 0  | 4    | 2   | +2   |
| Vietnam              | 2   | 2   | 0  | 0  | 13   | 2   | +11  |
| Zambia               | 1   | 1   | 0  | 0  | 13   | 1   | +12  |
| Total                | 313 | 197 | 47 | 70 | 1243 | 668 | +575 |